# 名古屋市交通局協力会東山公園モノレール
東山公園モノレール（ひがしやまこうえんモノレール）とは、愛知県名古屋市千種区にある東山公園において、かつて動物園と植物園の間を名古屋市交通局協力会が運営、名古屋市交通局が保守管理していた懸垂式モノレールである。
三菱重工業（以下、三菱と略称）が、フランスの企業連合サフェージュ (SAFEGE) から導入した方式（サフェージュ式）を日本国内で初めて採用したモノレール線であり、実験線的な要素も兼ね備えていた。また、この線はいわゆる「遊戯施設」（遊具）ではなく、東京都交通局上野懸垂線と同様に園内アクセスを目的とした、正式な地方鉄道法に基づく認可を受けた「懸垂式鉄道」であった。

## 路線データ
- 路線延長：471 m（営業キロは0.5 km）
- 方式：懸垂式（サフェージュ式）
- 駅数：2
- 複線区間：なし
- 電化方式：直流600 V
- 車両数：1
- 運賃：
  - 1968年（昭和43年）当時：大人片道20円・往復30円 小人片道10円・往復15円
  - 廃線時：大人片道100円 小人片道50円
- 延べ乗客数：2,486,544人（開通から休・廃止までの累計）

## 沿革
三菱が約2億円の工費をかけて建設し、名古屋市交通局の外郭団体である名古屋市交通局協力会によって運営され、1964年（昭和39年）2月8日に開業し、1974年（昭和49年）12月18日に廃止された。当初、のちに名東区になる最寄りの住宅街の西山団地まで延伸計画案もあったが中止となった。

### 建設の経緯
モノレールの開業以前は、植物園（上池付近）と動物園の間を湖畔電車（おとぎ列車、1963年廃止）で結んでいた。電気機関車が牽引する小型客車が走り、途中には交換所もあって頻発運転をしていたが、多数の利用客をさばき切れず、遊具の範疇では対応できないとの判断から、本格的な観客輸送用の路線建設が議論された。しかし、普通鉄道の敷設には下記の問題点があった。
- 普通鉄道の規格・保安基準を満たすためには、「湖畔電車」の用地転用だけでは済まないこと
- 動物舎の近くに鉄道（電車）を通した場合、騒音・振動で動物の飼育環境が悪化すること
- 動物舎から離れた敷地内に敷設した場合は建設費用が嵩み、しかも鉄車輪にとってはかなりの急勾配となること

これに対して、三菱はサフェージュから技術供与を受けた直後であった「懸垂式モノレール」の実用試験として名古屋市に導入を提案し、下記の点が評価されて採用に至った。
- 普通鉄道と比べて運行時の騒音・振動が格段に少なく、飼育環境が悪化しない点
- 当時「未来の乗り物」として注目を集めていたため、夢のある施設として評価された点
- 懸垂式は高架建設が前提であり、急勾配も可能のため敷設場所を選ばず最小限の用地で済む点
- 建設は三菱側5社が全て行い、運営主体である「名古屋市交通局協力会」に対して貸与の形をとる点
- 各種の実用試験データを収集する代わり、ハード面では三菱が全面的に協力し、モノレールの保守・管理を低廉で行う点

実際、このモノレールが開通した当初はかなりの人気があり、2 - 3本の列車待ちをしなければ乗車できない程の盛況を見せていた。アルミニウム合金の車体に赤い帯をあしらった塗装は、開業の2年後に放映されて子供たちを中心に一大ブームを巻き起こしたウルトラマンにもなぞらえられた。また、運賃も往復乗車では復路分を半額に設定するなど意欲的な施策も採られ、さながら遊具施設のようにもてはやされていた。
なお、開業時は動物園と植物園は別施設であり、入場料も別々に支払う必要があった。東山公園モノレールは両施設の敷地外という位置づけで、動物園や植物園から乗車して同じ施設内に戻る場合は、再入場可能な証明書を発行していた。
東山公園モノレールで得られた各種データや設計思想は、懸垂式モノレールとして後に開業する湘南モノレールや千葉都市モノレールに生かされており、これらの軌道施設や車両構造の一部に、当時の東山公園モノレールとの共通点を確認することもできる。

### 廃止に至った経緯
当初は月間6万人の利用者を記録し順調な滑り出しであったモノレールも、時が進むにつれて次第に目新しさが薄れていき、単なる輸送手段としか認識されなくなっていった。このため、建設時にはあまり目立たなかった欠点が徐々にクローズアップされていき、それにつれて乗客も急速に減少していった。結局、黒字を出したのは営業開始当初の2年に留まり、廃止直前には累積赤字が約3,500万円にまで膨らんでいた。
廃線の理由としては以下のような点が挙げられる。
- 動物園駅の立地が現在のキリン舎付近と正門入口からはかなり遠く、しかも相当数の階段を登った森蔭の目立たない所にあった点
- 植物園駅も実際は動物園内にあり、植物園のメイン施設である大温室へはそこから連絡通路（歩道橋）を渡って行く必要があった点
- 就役10年で大規模な更新修繕が必要となったが、多額の費用を掛けても収支が改善する見込みが立たなかった点
- モノレールを運転する運転士が定年等により相次いで退職となり、赤字路線であるモノレール専用の乗務員養成が困難となった点

純粋な輸送手段として見ると中途半端な路線が災いし、1974年（昭和49年）6月1日に運行休止、同年12月18日に廃線となった。車両は休止時には車庫を兼ねていた旧動物園駅に留置されていたが、展示に適さない場所であったため旧植物園駅まで移動させ、現在でも同地（売店直上）に、当時の車両が軌道とともに留置（静態保存）されている。
このモノレール廃止から13年後の1987年（昭和62年）には動物園の開園50周年を記念し、遊戯施設として動物園（正門前）と植物園を結んで、湖畔を回り一方向の環状運転をする跨座式モノレール「スカイビュートレイン」が完成した。この建設に際し、一部では初代モノレールや湖畔電車の跡地も活用されている。

## 車両
東山公園モノレールは実験線的な要素もあり、車両も1形式1両のみであった（正式な形式名は1A形）。車体はアルミ合金製で新三菱重工業（当時）が製造した。最大登坂力120 ‰・最小曲線半径30 mに対応した。
構造
全長17m・幅3.145mの大型規格の車体で耐久性・耐食性を考慮した軽合金製で航空機技術を応用した半張殻構造を採用した。
車内
座席は4人掛けのボックスシートを基本として、車端部のみ1人掛けと3人掛けとした。また車体下に折りたたみ式非常用手すり付き階段が備わっており、非常時には車内中央の非常口から階段を使って脱出できる構造となっている。

## 駅一覧
動物園駅 - 植物園駅